# Doggerbanki csata (1781)
Az 1781. augusztus 5-én lezajlott doggerbanki csata (angolul: Battle of Dogger Bank, hollandul: Slag bij de Doggersbank) a negyedik angol–holland háború (az amerikai függetlenségi háború részkonfliktusa) egyik tengeri ütközete volt az Északi-tengeren a Dogger-pad (Doggerbank) vizein. A sok áldozatot követelő összecsapásban egy Hyde Parker altengernagy vezette brit hajóraj csapott össze a Johan Zoutman holland altengernagy vezette konvojokat kísérő hajórajjal.

## Előzmények
1780 decemberében Nagy-Britannia hadat üzent a Hollandiának és ezzel bevonták az amerikai függetlenségi háborúba. A hollandok évek óta támogatták az amerikaiakat és francia ellátmányokat is eljuttattak hozzájuk. A hadüzenet azt jelentette, hogy a balti-tengeri kereskedelmük – mely révén a britek a hajóikhoz szükséges faanyag nagy részére szert tettek – veszélybe került és ezért az Északi-tengeren növelni kellett a kereskedelmi hajóik védelmét. Ezért blokád alá vették a holland kikötőket és a kereskedelmi konvojok mellé felfegyverzett hajókat rendeltek. A hollandok a belpolitikai ellentétek miatt nem tudtak hatékonyan fellépni a britekkel szemben. A tehetetlenség következménye a gazdaságilag fontos kereskedelmük összeomlása volt.
Hyde Parker egy a Balti-tenger felől érkező konvojok védelmére hajózott ki, mikor augusztus 5-én reggeli négy órakor észlelte a holland flottát. Azonnal Anglia felé irányította a kereskedelmi hajókból álló konvojt a hadihajóival pedig a hollandok felé közelített. Zoutman, akinek a hadihajói a kereskedelmi hajók közé vegyültek, jelt adott a sorba való rendeződésre a konvoj és a brit hajók között.

## A csata

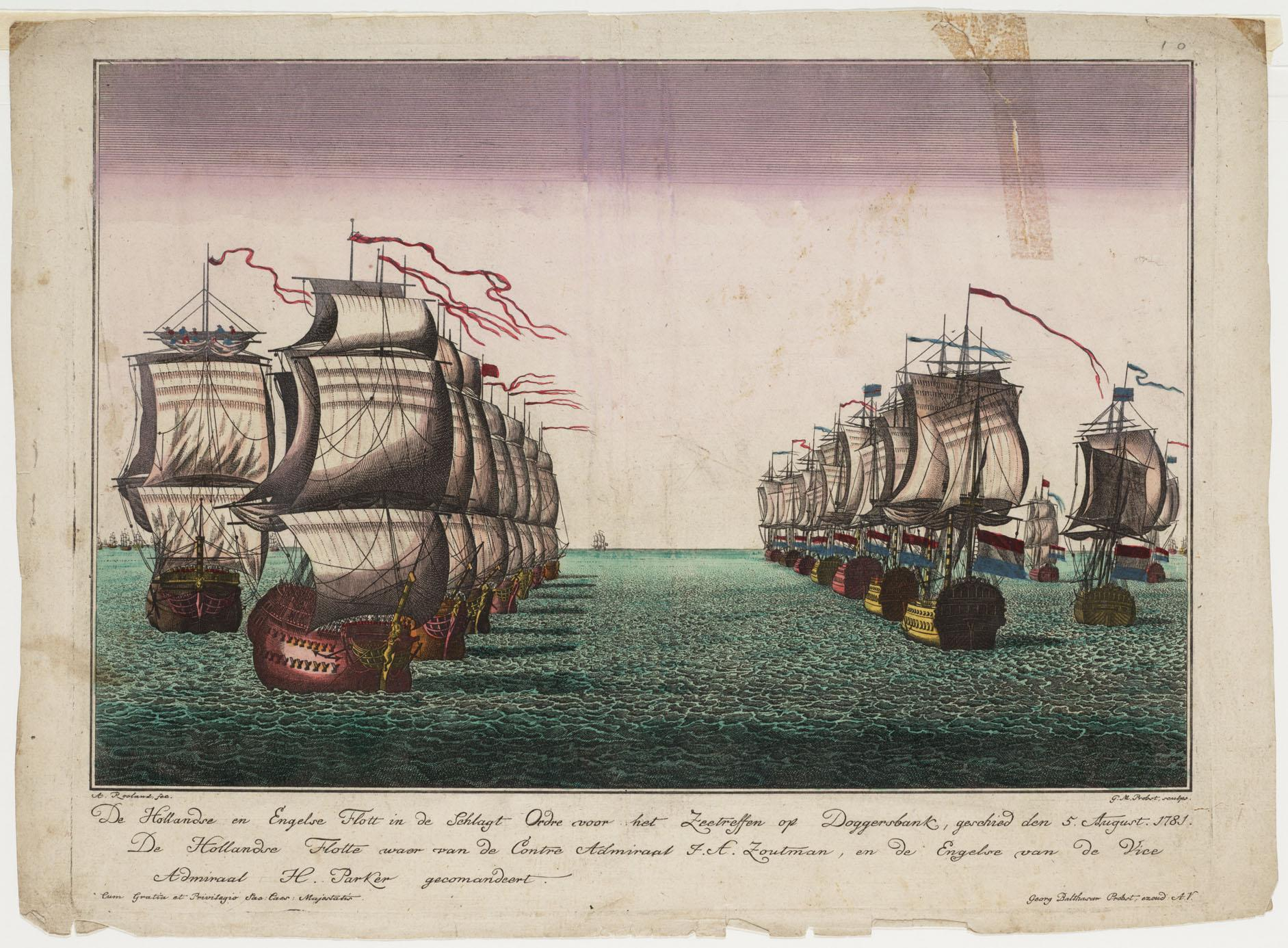
a csata holland ábrázolása

A nyugodt tengeren enyhe északkeleti szellő fújt. Zoutman kelet-délkeletnek tartva a hajói bal oldalát mutatta az ellenségnek és így várta Parkert, aki szélirányból közeledett. A 06:10-kor leadott jelzésnek megfelelően a közeledő brit flotta próbált sorba rendeződni, de egyes hajók rossz állapota miatt ez nehézkesen sikerült. Két hajó helycserére kapott utasítást, ami félreértéshez vezetett és a 44 ágyús Dolphin került szembe az egyik legnagyobb holland egységgel, míg a Bienfaisant ellenfél nélkül maradt.
Röviddel nyolc óra előtt a holland hajókhoz érve Parker felvonta a hadilobogót, de meglepetésükre a hollandok nem nyitottak tüzet egészen addig, míg a két csatavonal közötti távolság fél muskétalövésnyire nem csökkent. Zoutman ekkor szintén felhúzta a hadilobogót, majd a brit parancsnokkal egyidőben felhúzta a tűz megnyitására utasító vörös zászlót is. Ekkor a Fortitude-on végigsöpört az első sortűz. A közelharc három órán és negyven percen át tartott. A reggel folyamán a holland kereskedelmi flotta a harcoktól eltávolodva Texel felé vette az útját. Parker 11:35-kor jelt adott a csatavonal újrarendezésére a hajói kezelhetetlensége miatt, melyekkel a szélárnyékos oldalra fordult és lassan eltávolodott a hollandoktól.
A csata mindkét oldalon sok áldozatot követelt a résztvevő hajók számához viszonyítva. Az egy hónappal később a Chesapeake-öbölben jó kétszer ekkora flották között vívott csatában sem volt annyi áldozat, mint itt. A britek 104 halottat és 339 sebesültet veszítettek, míg a hollandok 142 halottat és 403 sebesültet. Egyes személyes beszámolók szerint a holland veszteség jóval magasabb volt és elérhette az 1100-at is. A Hollandia még azon az éjszakán elsüllyedt. Zászlaját a Belle Poule szerezte meg és átadta Parker tengernagynak.

## Következmények

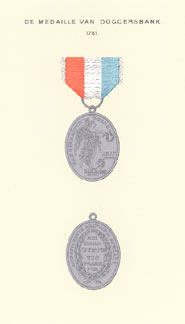
a csata résztvevői számára veretett medál

A csata után mindkét fél magának tulajdonította a győzelmet. A hollandok azonban nem küldtek ki hadihajókat a tengerre a háború hátralévő részében, próbálván tartani magukat a fegyveres semlegességhez és ennek következtében a tengeri kereskedelmük is erősen visszaesett. A Balti-tengerre összesen egy konvojuk jutott el, de ez svéd zászló alatt hajózott egy svéd fregatt kíséretében.
Parker is magának tulajdonította a győzelmet, de úgy vélte nem volt kellőképpen felszerelve a feladathoz és mikor a Temzéhez érkezve a Nore homokpadnál találkozott a III. György királlyal közölte vele: "Felségednek jobb hajókat és fiatalabb tiszteket kívánok. Én a magam már túl öreg vagyok a szolgálatra." ("I wish Your Majesty better ships and younger officers. As for myself, I am now too old for the service.") Ezt követően lemondott parancsnoki beosztásáról.
A csata nem volt hatással a háború menetére.

## A csata jelentősége Hollandiában
A tengeri csatát régóta nem vívó Hollandiában a doggerbanki csatát nagy győzelemként ünnepelték. Zoutmant az egész ország hősként ünnepelte és dísztőrrel tüntették ki. V. Vilmos, a köztársaság helytartója javaslatára medált vertek (Doggersbank-medaille), mely az első olyan holland kitüntetés volt, melyet szalagon viseltek. A medálon a “Pax quaeritur bello” (“A háború hozza el a békét”) felirat volt olvasható. Zoutman és első tisztje, Jan van Kinsbergen valamint a hajók parancsnokai egy-egy arany medálban részesültek. A tisztek ezüstből készült példányokat kaptak piros-fehér-kék szalagon. A kadétok és az altisztek is ezüstmedált kaptak, de ennek szalagja narancsszínű volt. Az alacsonyabb rangúak pénzjutalomban részesültek.
Sok holland viselt narancsszínű szalagot a csatára emlékezve. Az elesett tengerészek özvegyeinek megsegítésére alapot hoztak létre. A pénzadományok segítségével 1785-ben két iskola összevonásából kereskedelmi tengerésziskolát hoztak létre. Egy 1815. július 8-ai királyi dekrétumban Van Kinsbergent a Katonai Vilmos-rend Nagykeresztjével tüntették ki és a csatában szintén részt vevő Albert Kikkertet a rend parancsnokává tették meg. 1781-ben egy anonim pamflet jelent meg a tengeri csatáról "De geest van W.G. Focquenbroch, zingende in een vrolyke en aangenaame melody, De Hollandsche zeehelden in het Zondags pak, of de vlugtende Engelschen in het hembd" címmel. A holland patrióták a csatáról minden évben augusztus 5-én megemlékeznek. A költő Jan Frederik Helmers hálaéneket, Rhijnvis Feith győzelmi dalt és Hiëronymus van Alphen egy kantátát írt a csatára emlékezve.

## A csatában részt vevő hajók
| Sorhajók - Berwick (74 ágyús), John Ferguson kapitány) - Buffalo (60) (William Truscott) - Fortitude (74) (George Robertson; Parker zászlóshajója) - Princess Amelia (80) (John Macartney †) - Preston (50) (Alexander Graeme) - Bienfaisant (64) (Richard Brathwaite) Kisebb hajók - Dolphin (44) (William Blair) - Artois (40 ágyús ötödosztályú hajó) (John MacBride) - Latona (38 ágyús ötödosztályú hajó) (Hyde Parker) - Belle Poule (38 ágyús ötödosztályú hajó) (Philip Patton) - Cleopatra (32 ágyús ötödosztályú hajó) (George Murray) - Surprise (14 ágyús kutter) (Peter Rivett) | Sorhajók- Erfprins (54 ágyús) (Braak kapitány) - Admiraal Generaal (74) (van Kinsbergen) - Argo (40) (Staring) - Batavier (54) (Bentinck) - Admiraal de Ruijter (68) (Staringh; Zoutman zászlóshajója) - Admiraal Piet Hein (54) (van Braam) - Hollandia (68) (Dedel) – később elsüllyedt Kisebb hajók- Bellona (36 ágyús fregatt) (Docker) - Dolfijn (24 ágyús fregatt) (Mulder) - Ajax (20 ágyús kutter) (van Welderen) - Eensgezindheit (36 ágyús fregatt) (Boritius) - Zephijr (36 ágyús fregatt) (Wiertz) - Amphitrite (36 ágyús fregatt) (von Woensel) |

## Fordítás
- Ez a szócikk részben vagy egészben  a   Slag bij de Doggersbank (1781) című holland Wikipédia-szócikk ezen változatának fordításán alapul.  Az eredeti cikk szerkesztőit annak laptörténete sorolja fel. Ez a jelzés csupán a megfogalmazás eredetét és a szerzői jogokat jelzi, nem szolgál a cikkben szereplő információk forrásmegjelöléseként.
- Ez a szócikk részben vagy egészben  a   Battle of Dogger Bank (1781) című angol Wikipédia-szócikk ezen változatának fordításán alapul.  Az eredeti cikk szerkesztőit annak laptörténete sorolja fel. Ez a jelzés csupán a megfogalmazás eredetét és a szerzői jogokat jelzi, nem szolgál a cikkben szereplő információk forrásmegjelöléseként.